# F.C. San Pauli II
El F.C. San Pauli II es un equipo de fútbol de Alemania que juega en la Regionalliga Nord, una de las ligas regionales que conforman la cuarta división de fútbol en el país.

## Historia
Fue fundado en el año 1950 en el barrio de St. Pauli en Hamburgo como el principal equipo filial del FC St. Pauli, por lo que no es elegible para jugar en la Bundesliga, aunque sí pueden jugar en la Copa de Alemania y sus jugadores pueden unirse al primer equipo cuando sea necesario.
Dentro de sus principales logros están en haber sido campeones en varias ocasiones de la Oberliga, tanto como equipo de quinta o cuarta división y el haber participado en varias temporadas en la Regionalliga, liga a la cual regresaron para la temporada 2018/19 luego de obtener el ascenso de categoría como subcampeón de grupo.

## Palmarés
- Oberliga Hamburg/Schleswig-Holstein: 3 (IV)

1995, 1999, 2003
- Oberliga Hamburg: 1 (V)

2011
- Hamburger Pokal: 3

1998, 2001, 2008